# Sékou Doumbia
Sékou Doumbia (sinh 11 tháng 2 năm 1994 ở Adzopé, Bờ Biển Ngà) là một tiền vệ bóng đá Bờ Biển Ngà thi đấu cho Slutsk.

## Sự nghiệp
Năm 2014, anh gia nhập đội bóng Moldova Saxan. Năm 2015, anh được chuyển đến Zaria Bălți. Vào mùa hè 2016 anh gia nhập câu lạc bộ Belarus FC Slutsk.